# Nils Brun
Nils Brun (14 juni 2000) is een Zwitsers wielrenner die in 2025 rijd bij MYVELO Pro Cycling Team.

## Carrière
Als tweedejaars junior werd Brun derde op het nationale kampioenschap tijdrijden, achter Alexandre Balmer en Lars Heiniger. Vier dagen later werd hij achtste in de wegwedstrijd. In 2022 werd hij nationaal kampioen bij de beloften. Later dat jaar nam hij deel aan de wegwedstrijd in dezelfde categorie op het wereldkampioenschap. Op het door Gianni Vermeersch gewonnen eerste wereldkampioenschap gravel eindigde Brun op plek 22 bij de eliterenners.
Omdat zijn ploeg in 2023 een stap hogerop deed, werd Brun dat jaar prof. Dat jaar reed hij onder meer de Strade Bianche, de Amstel Gold Race en de Ronde van Lombardije.

## Overwinningen
2022
 Zwitsers kampioen op de weg, Beloften

## Resultaten in voornaamste wedstrijden
|      | \| Jaar \| Amstel Gold Race \| Ronde van Lombardije \| Strade Bianche \| \| ---- \| ---------------- \| -------------------- \| -------------- \| \| 2023 \| 63e \| 109e \| 112e \| |                      |                |
| Jaar | Amstel Gold Race | Ronde van Lombardije | Strade Bianche |
| 2023 | 63e | 109e                 | 112e           |

## Ploegen
- 2022 –  Tudor Pro Cycling Team[1]
- 2023 –  Tudor Pro Cycling Team
- 2024 –  Tudor Pro Cycling Team
- 2025 –  MYVELO Pro Cycling Team

Bohli · Brun · Charrin · de Kleijn · J. Eriksson · L. Eriksson · Froidevaux · Heming · Kamp · Kelemen · Kluckers · Kolze Changizi · Pellaud · Pluimers · Reichenbach · Suter · Thalmann · Voisard · Wilksch (vanaf 5/8) · Wirtgen · Zijlaard
Bohli · Brenner · Brun · Charrin · Dainese · de Kleijn · J. Eriksson · L. Eriksson · Froidevaux · Heming · Kamp · Kelemen · Kluckers · Kolze Changizi · Krieger · Mayrhofer · Pellaud · Pluimers · Reichenbach · Rondel (vanaf 20/7) · Storer · Stork · Suter · Thalmann · Trentin · Voisard · Wilksch · Wirtgen · Zijlaard